# Natan Dawid Rabinowicz I
Natan Dawid Rabinowicz I (ur. 1814 w Przysusze, zm. 1865 w Szydłowcu)
Natan Dawid pochodził z chasydzkiej dynastii Biala. Był synem Jerachmiela Cwi I - przysuskiego rabina. W 1838 r. został rabinem w Szydłowcu i był nim aż do śmierci. Był dobrze znany w polskim środowisku chasydzkim. Wielu Żydów przyjeżdżało do niego aby się z nim spotkać, porozmawiać, poradzić. Był szanowanym rabinem, choć nie jest często wymieniany w źródłach chasydzkich.

## Źródła
- Szydłowiec memorial book